# Пискунов, Михаил Фёдорович
Пискунов Михаил Фёдорович (1867, Херсон — 1917, Харьков) — русский архитектор-модернист. Известен своими работами в Крыму и Харькове.

## Биография
Михаил Фёдорович родился в 1867 в Херсоне в семье священника. Учился в духовной семинарии, а затем в Одесском художественном училище.
Получил высшее образование и звание художника-архитектора в Петербургской академии художеств с 1892 по 1901 годы. С 1894 по 1898 год проходил летнюю архитектурную практику у Бекетова А. Н., учился сначала в Академии художеств, а затем в Высшем художественном училище при Академии. Завершил академию представив дипломный проект «Городской Думы в столице».
В 1902 году приехал в Харьков, где проживал в доме 35 по улице Конторской.
Автор многих зданий в Харькове, построенных по его проектам и в соавторстве с архитекторами Линецким А. В., Жуковым К. Н с 1903 по 1914 год. Кроме того, руководил строительством Северного банка, женских медицинских курсов (проект — архитекторы Мунц А. Р., Шпигель А. К.) и Харьковской хоральной синагоги (архитектор Гервиц Я. Г.)
Умер в 1917 году в Харькове.

## Творчество

### Харьков

#### Административные здания
- 1903 год — перестройка дома Торгового банка (архитектор Бекетов А. М., 1899 г.)[5]. Харьков, площадь Конституции, 26.
- В 1908—1910 г. — здание Северного банка и женских медицинских курсов (проект — архитекторы Мунц А. Р., Шпигель А. К.). Харьков, ул. Сумская, 1.
- В 1912 году начал строительство Нового пассажа в соавторстве с архитектором Линецким А. В., который завершил строительство в 1925 г. Харьков, площадь Конституции, 9

#### Учебные заведения
- 1913 г. — Харьковское художественное училище. В соавторстве с Жуковым К. Н., спроектировавшим фасад[4]. Харьков, ул. Искусств, 8.

#### Жилые здания
- 1908 г. — Особняк купца М. П. Соколова (ныне — Центр детского и юношеского творчества). Харьков, ул. Благовещенская, 15[6].
- 1911 г. — Доходный дом купца Компанщика (ныне — Институт патологии позвоночника и суставов имени Михаила Ситенко Академии медицинских наук Украины)[7]. Харьков, ул. Пушкинская, 80.
- 1912 г. — Доходный дом. Харьков, ул. Пушкинская, 92 А.
- 1912 г. — Особняк купца Жмудского. Харьков, ул. Пушкинская, 57.
- 1913 г. — Доходный дом. Харьков, ул. Пушкинская, 92.
- 1913 г. — Доходный дом Гаранского. Харьков, ул. Мироносицкая, 47.
- 1913 г. — Доходный дом. Харьков, ул. Искусств, 14.
- 1914 г. — Доходный дом А. П. Анисимовой. Харьков, ул. Лермонтовская, 21.

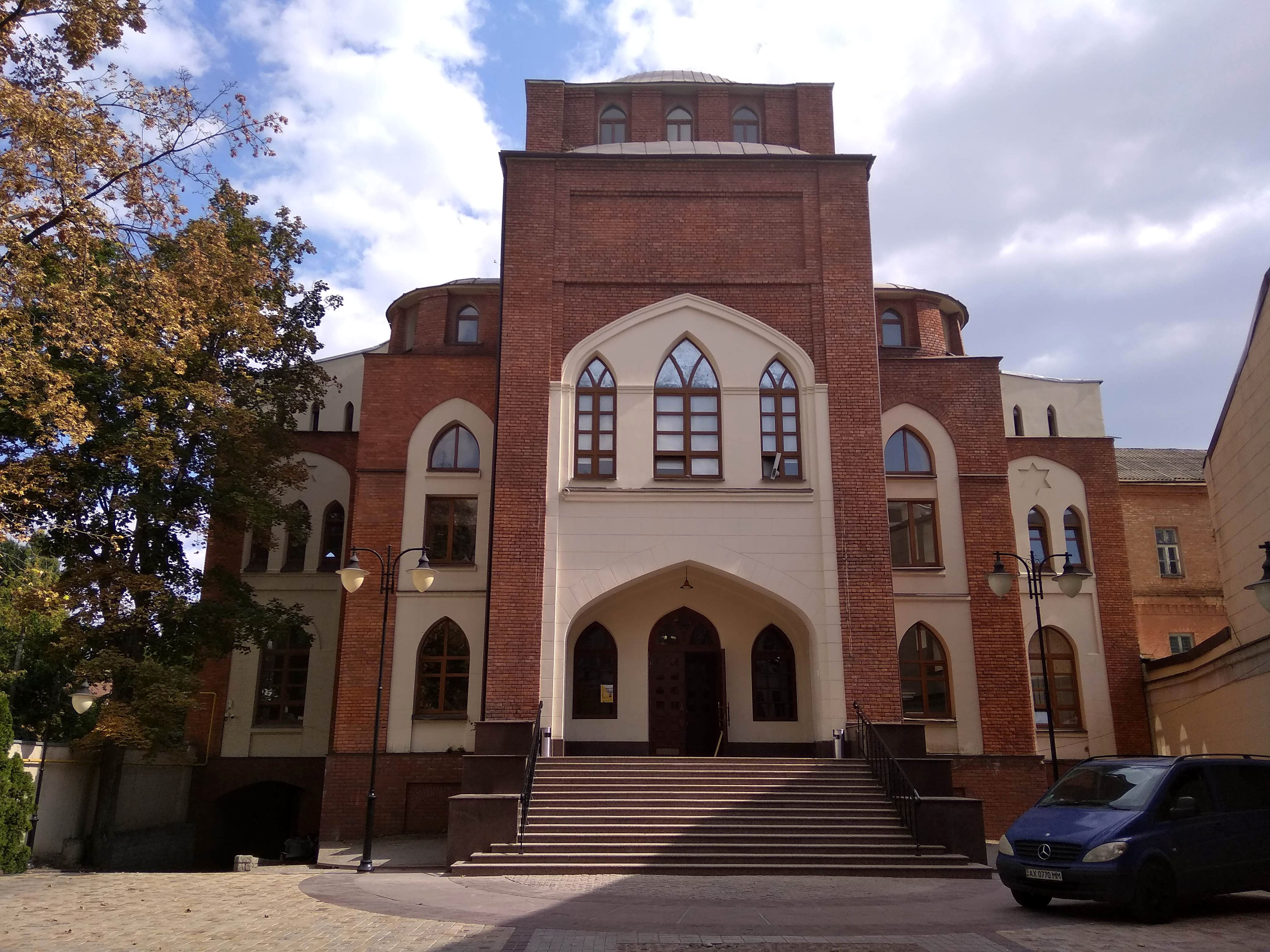
Харьковская хоральная синагога, Харков, ул. Пушкинская, 12, 1914
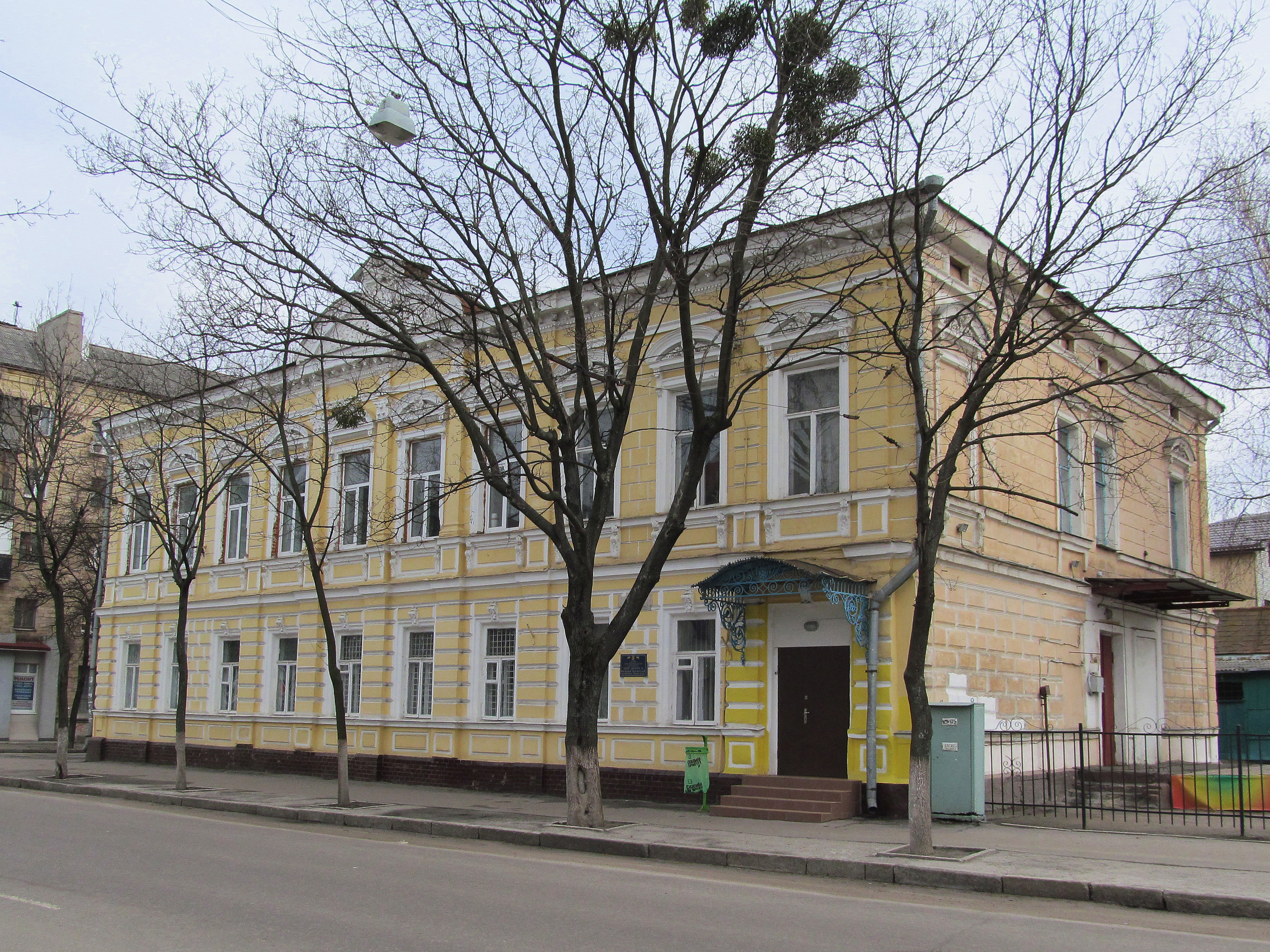
Харьков, ул. Благовещенская, 15 (1908)
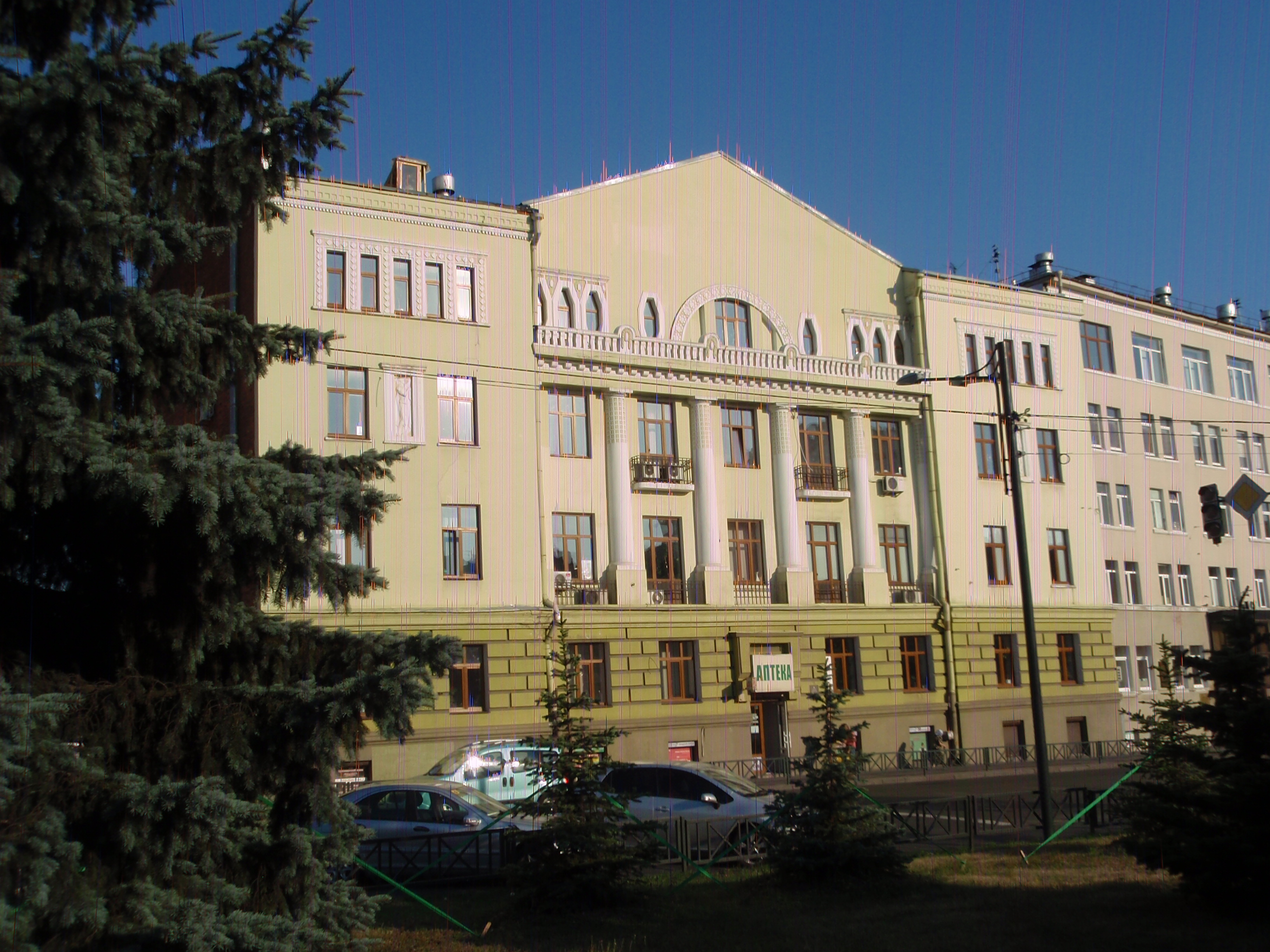
Харьков, ул. Пушкинская, 80 (1911)
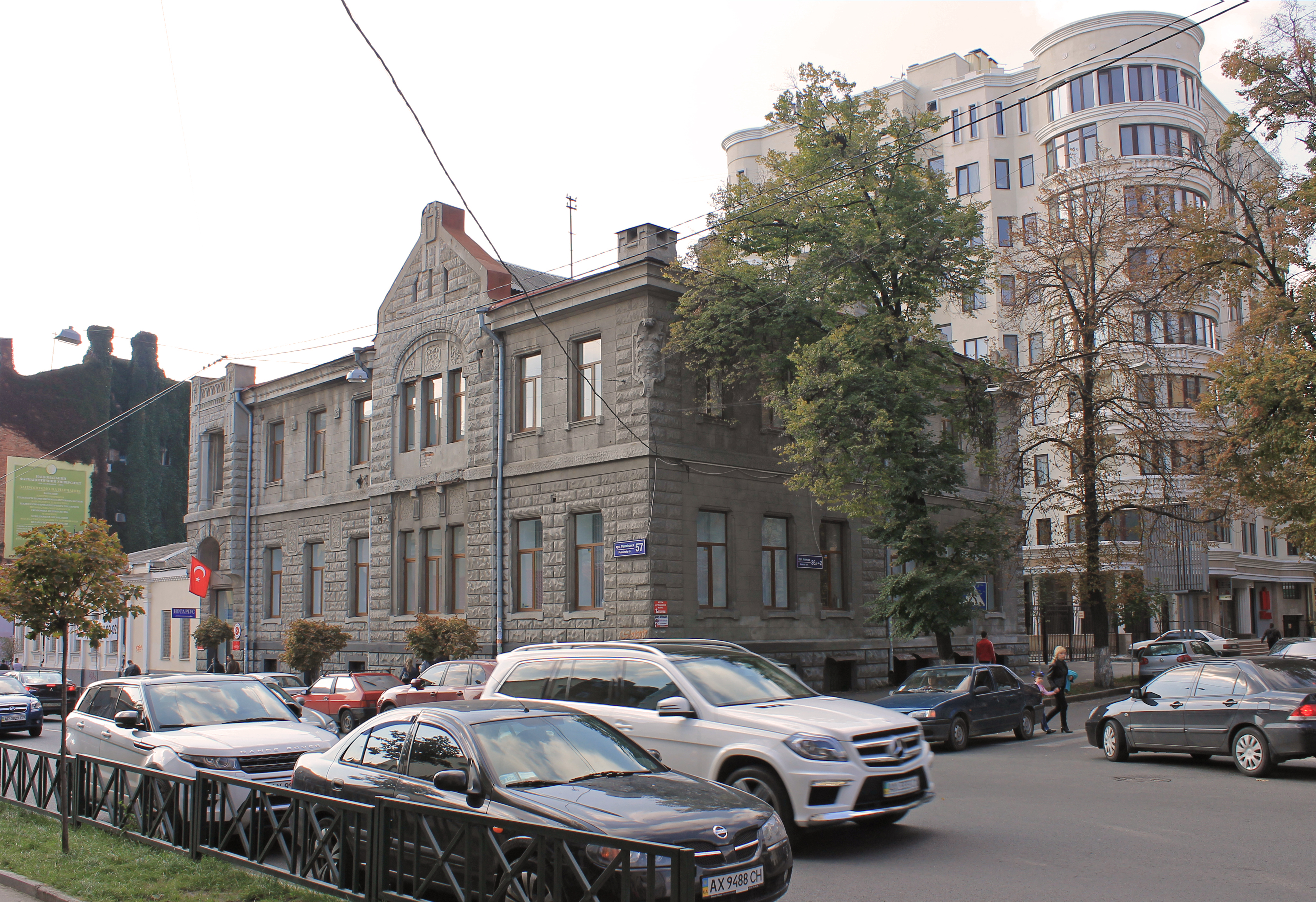
Харьков, ул. Пушкинская, 57 (1912)
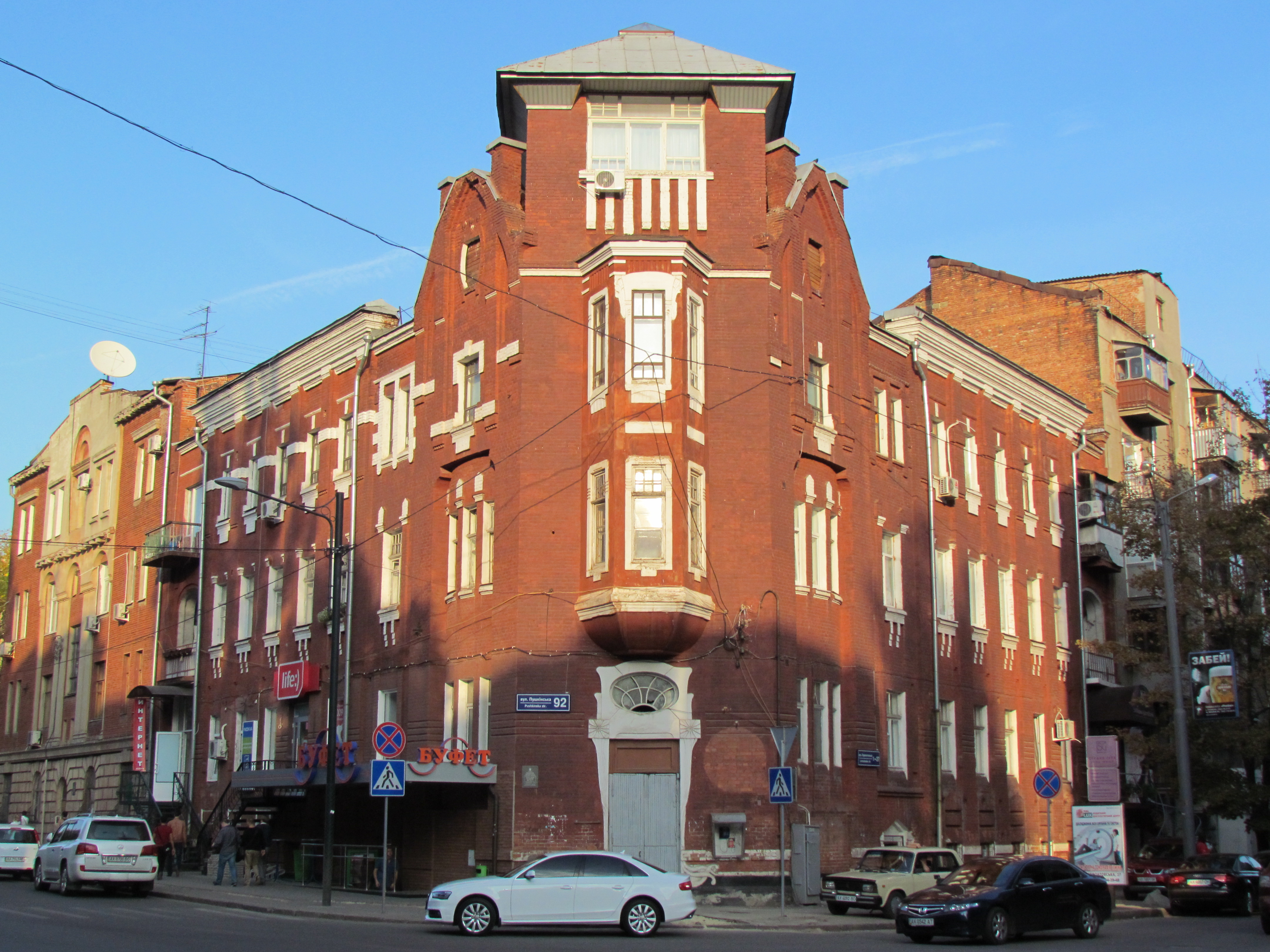
Харьков, ул. Пушкинская, 92 (1913)
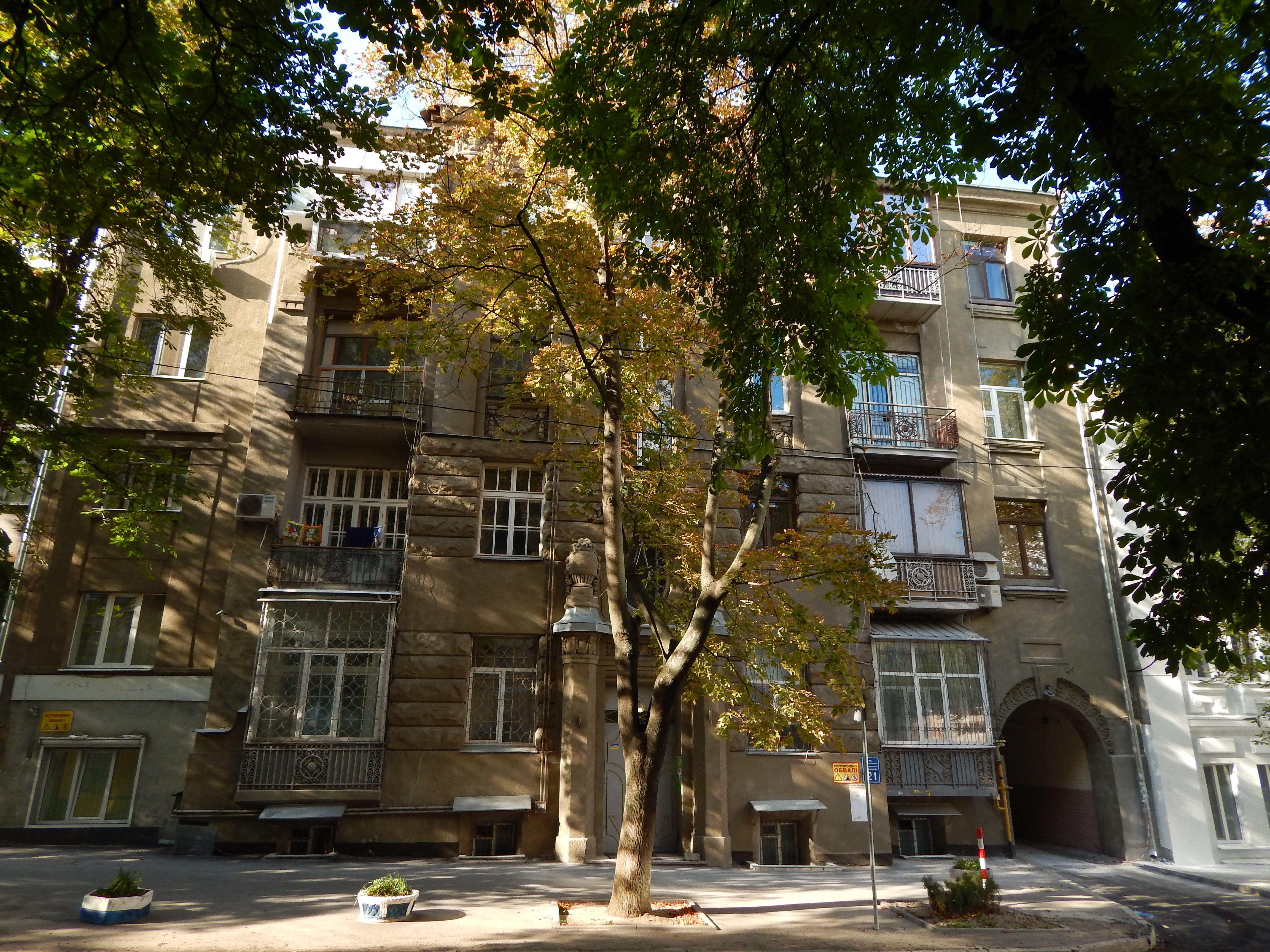
Харьков, ул. Лермонстовская, 21 (1914)
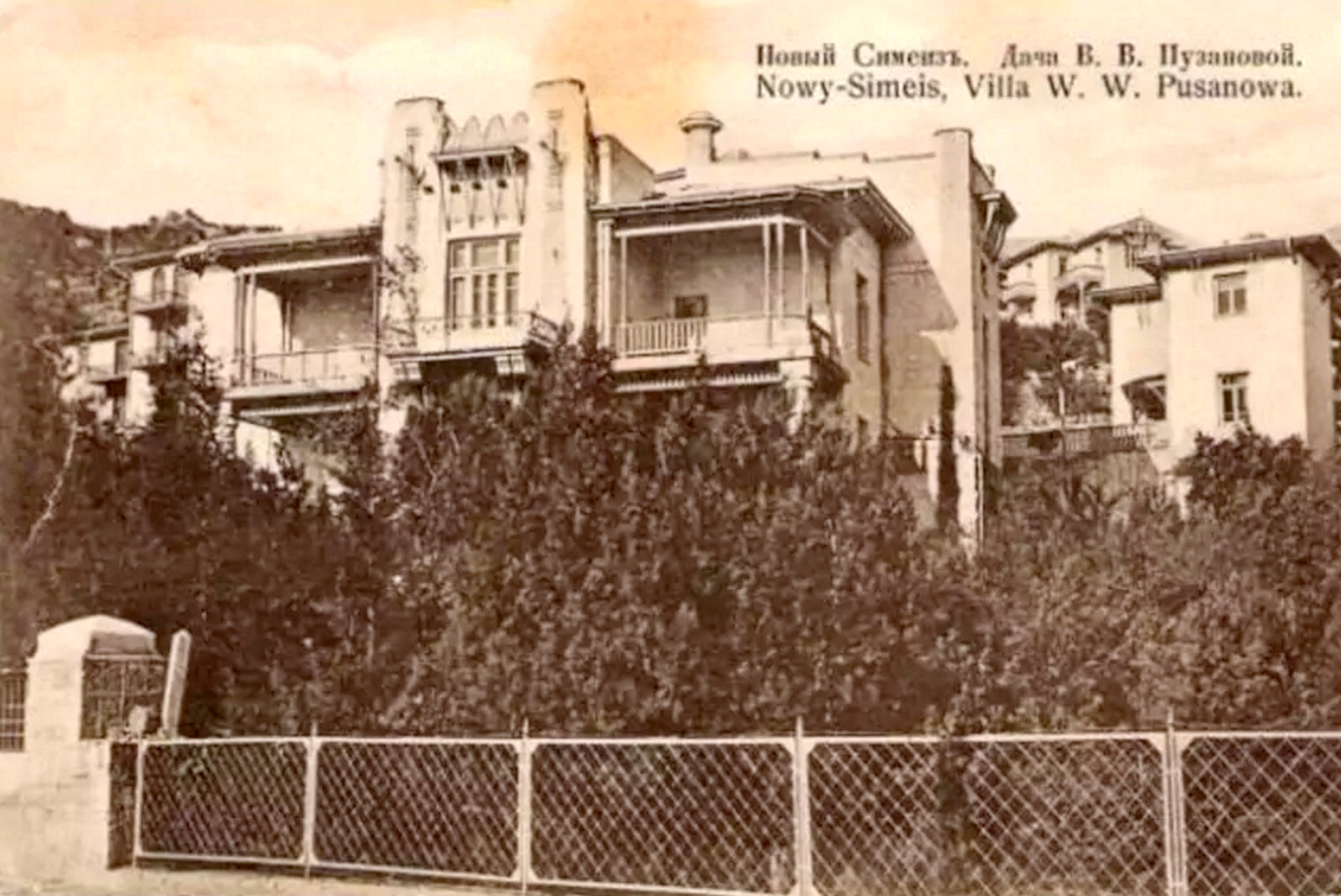
Вилла Красный мак, Симеиз, 1907
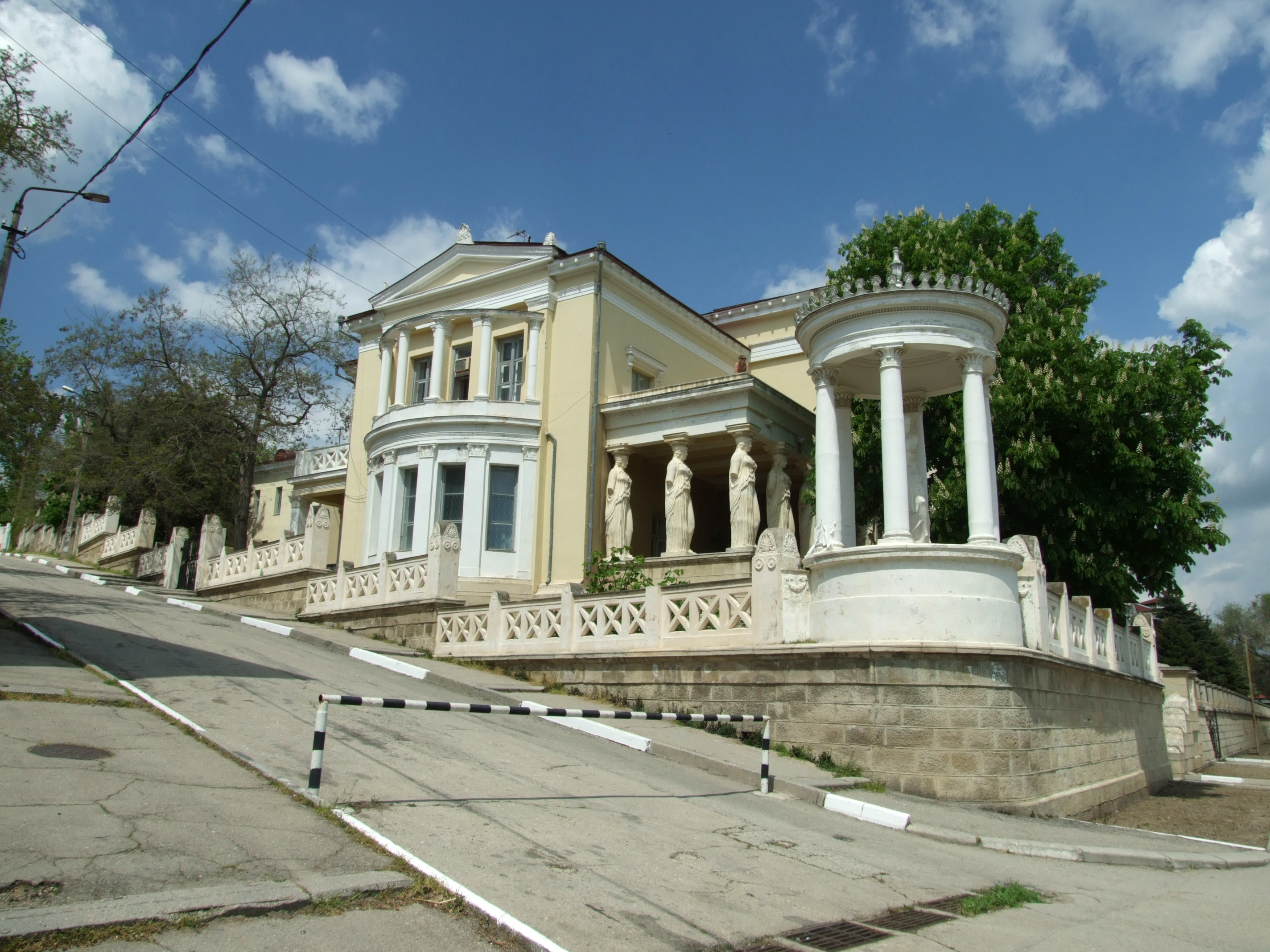
Дача Милос. Феодосия (1911)  Объект культурного наследия народов РФ федерального значения. Рег. № 911510364160006 (ЕГРОКН)

#### Культовые сооружения
1914 г. — Харьковская хоральная синагога (проект — архитектор Гервиц Я. Г.). Харьков, ул. Пушкинская, 12.

### Феодосия
В Феодосии в 1911 году по его проекту построена дача «Милос».

### Симеиз
в 1907 году по его проекту построена вилла Красный мак